# ۳۰ پارک پلیس
۳۰ پارک پلیس آسمان‌خراش ۸۲ طبقه به ارتفاع ۲۸۷ متر، با کاربری مسکونی-هتل است، که در شهر نیویورک، ایالات متحده آمریکا مستقر می‌باشد. پروژه ساخت این ساختمان در سال ۲۰۱۳ آغاز شد و در سال ۲۰۱۶ تکمیل و افتتاح گردید.